# San Antonio de Irapa (paroisse civile)
Pour les articles homonymes, voir San Antonio (homonymie) et Irapa.
San Antonio de Irapa est l'une des cinq paroisses civiles de la municipalité de Mariño dans l'État de Sucre au Venezuela. Sa capitale est San Antonio de Irapa.